# Griechische Staatsangehörigkeit

Griechischer Reisepass

Die griechische Staatsbürgerschaft ist die rechtliche Zugehörigkeit einer natürlichen Person zum seit 1830 bestehenden griechischen Staatsverband, die im Staatsbürgerschaftsgesetz geregelt wird. Alle Griechen sind auch EU-Bürger.

## Historisches

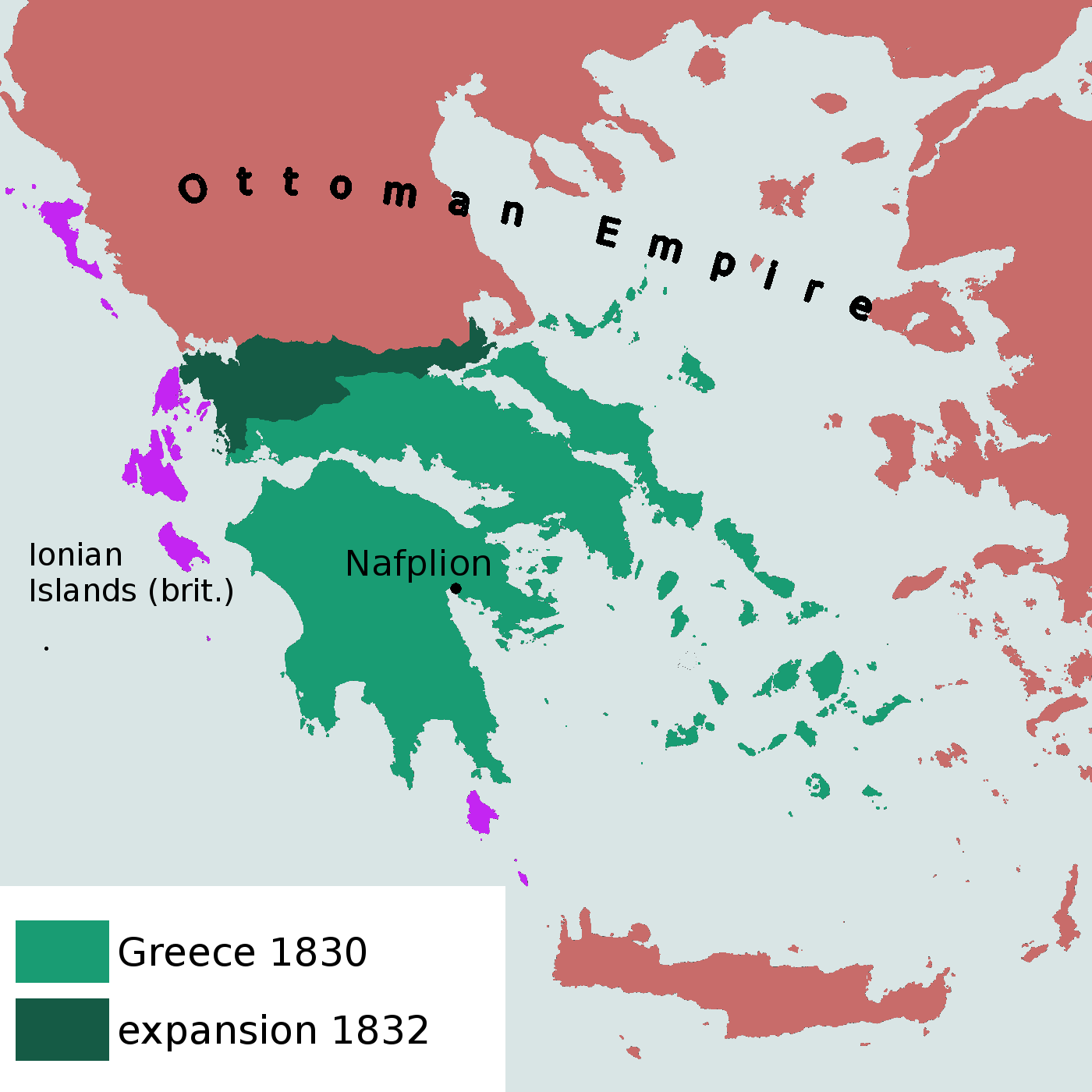
Griechenland 1830 und 1832. Die ionischen Inseln wurden 1864 griechisch.

Griechische Gebietsgewinne gemäß den Friedenskonferenzen von London und Bukarest 1913.

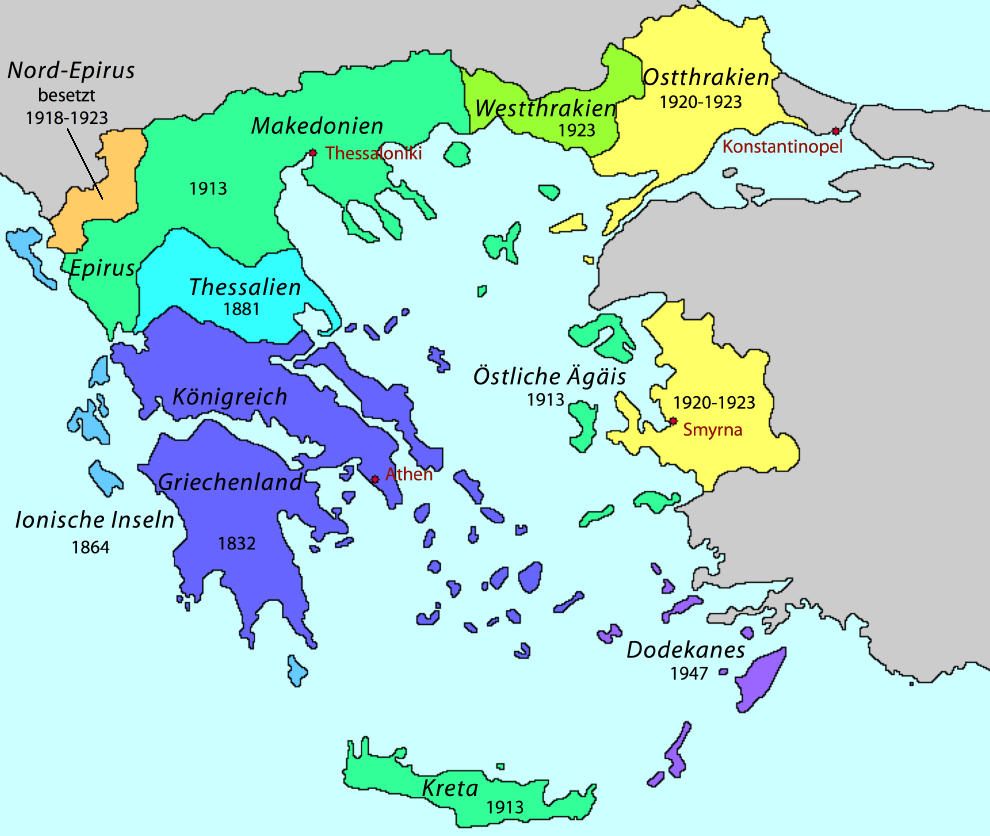
Gebietserweiterungen des modernen Griechenlands mit Jahren.

Der orthodox-gläubige Kern der Aufständischen in den 1820ern definierte die Zugehörigkeit zu seinem „Staatsvolk“ (hier genos γένος) als Ithagéneia (Ιθαγένεια) „Staatsangehörigkeit“. Das synonyme Ypikoótita (Υπηκοότητα) deutet mehr auf die Bindung zwischen Individuum und Staat hin. Ihm haftet der Beigeschmack des „Untertanen“ an, so dass der Gebrauch des Begriffs seit Beseitigung der Monarchie zurückgegangen ist. Weniger als juristische Kategorien, sondern ideologisch zu fassen ist die Unterscheidung zwischen „wahren Griechen“ (homogenis), die per se durch Abstammung auch griechisch-orthodoxen Glaubens sind und anderen, den allogenis (αλλογενής). Die erste Verfassung 1822 bestimmte dann: „Diejenigen eingebornen Bewohner des Staats von Griechenland, die an Christus glauben, sind Griechen“ Eingebürgert werden konnte man nach fünf Jahren vorausgesetzt man war unbescholten und hatte Grund erworben. Wer zwei Jahre im Revolutionsheer überlebt hatte, wurde (bis 1856) automatisch eingebürgert.
Bereits die Verfassung von Griechenland 1827 bestimmte nun ausführlicher, dass die Staatsangehörigkeit primär durch das Abstammungsprinzip (ius sanguinis) erworben wird. Ausdrücklich erwähnt wird, dass dies auch für Geburt im Ausland gilt. In der Verfassung 1832 werden erstmals Entzugsmöglichkeiten erwähnt. Spätere Verfassungen enthalten dann Verweis auf separate Gesetze. Eingebürgert werden konnte man nach drei Jahren vorausgesetzt man war unbescholten und hatte Grund für 100 Phönix [Drachmen ab 1831] erworben. Griechischsprechende Christen ohne weitere Bedingungen.
Per Gesetz ausgestaltet wurde dies 1835, wo auch die Einbürgerung von philhellenischen Ausländern geregelt wurde. Grieche ab Geburt wurde wer zwei griechische Eltern hatte. Einheiratende Frauen wurden nun automatisch eingebürgert. Wer ohne Rückkehrabsicht ins Ausland zog, dort eingebürgert wurde oder unerlaubt in eine fremde Wehrmacht eintrat verlor die griechische Staatsbürgerschaft. Eingebürgert werden konnten im Lande geborene Ausländerkinder bei Volljährigkeit oder Familien die zusammen drei Jahre unbescholten im Lande gelebt hatten. Wer nach älteren Regel Bürger geworden war, blieb es.

### Zivilgesetzbuch, 1856–1955

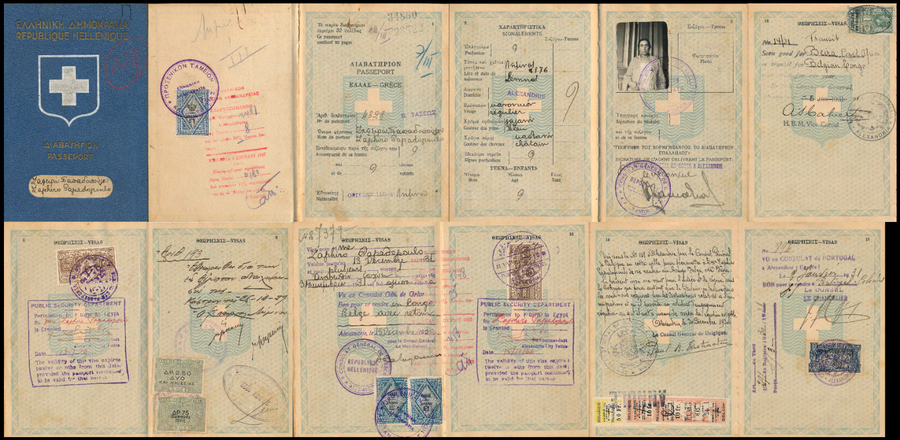
Griechischer Reisepass 1928.

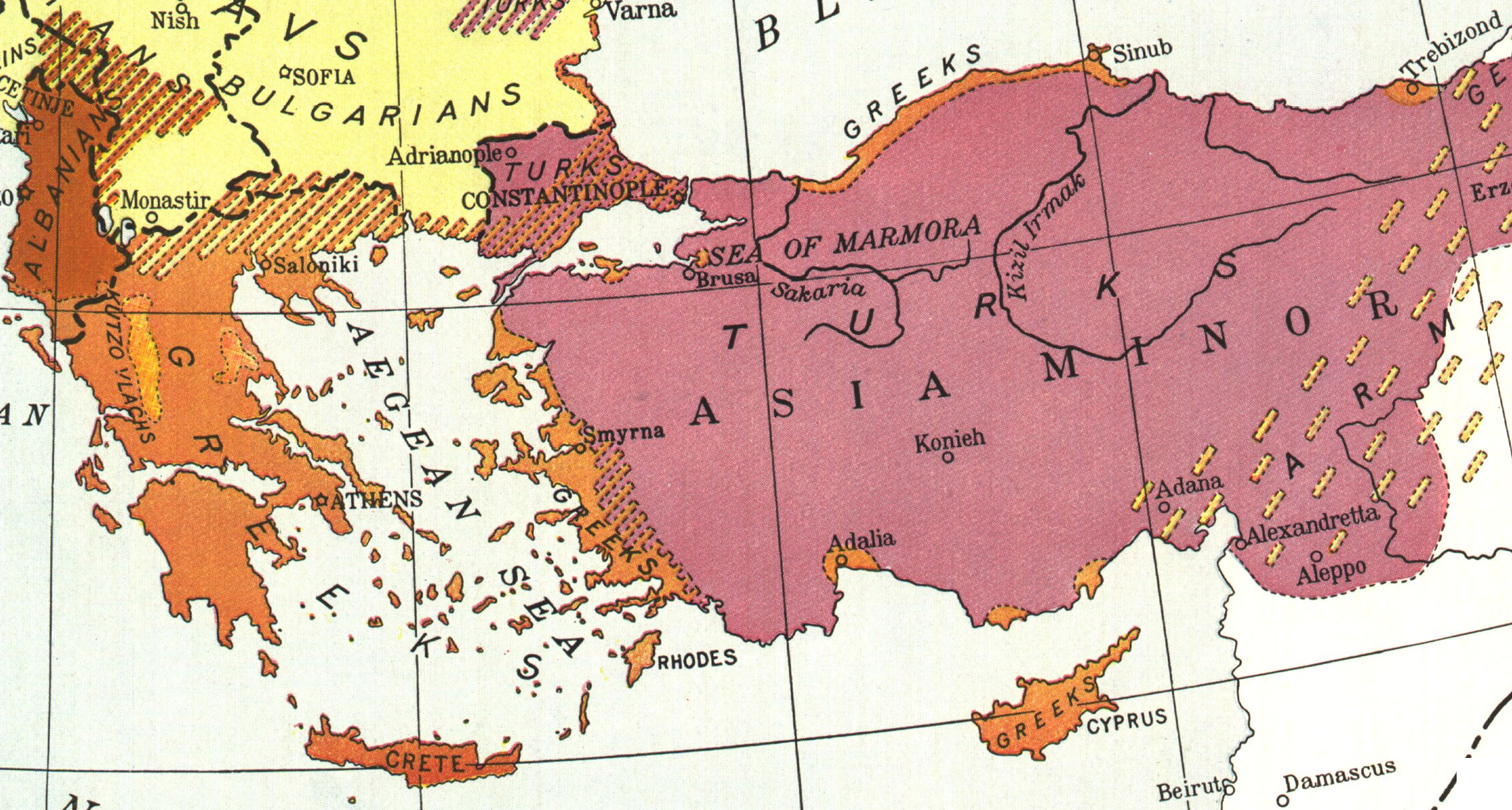
Völkische Verteilung 1918.

Das Zivilgesetzbuch von 1856 regelte Staatsangehörigkeitsfragen in den §§ 14–28 unter Aufhebung des Gesetzes von 1835. Dort findet sich der Kernsatz „Das Kind eines griechischen Vaters erwirbt die Staatsangehörigkeit mit der Geburt“ – erst 1984, also vierzig Jahre später als in nicht-kapitalistisch verfassten Gesellschaften Europas fügte man „und einer griechischen Frau“ ein. Für uneheliche und Findelkinder wurde das Abstammungsprinzip zugunsten des ius soli durchbrochen. Anzuwenden ist immer das am Tage der Geburt gültige Recht. Uneheliche Kinder eines griechischen Vaters erhielten 1856–1955 die Staatsangehörigkeit (und den väterlichen Nachnamen) nur, wenn eine freiwillige Vaterschaftsanerkennung, ggf. durch Gerichtsurteil, erfolgte. Dazu kam Erwerb für das Kind durch Legitimation, rückwirkend ab Geburt. Die Bestimmungen im Zivilgesetzbuch blieben, mit Änderungen, bis zur Einführung des separaten Staatsbürgerschaftsgesetzes 1955 maßgeblich.
„Doppeltes ius soli“ für in Griechenland Geborene galt seit 1926 insofern, dass (mindestens) ein ausländischer Elternteil im Lande geboren sein und bei Erreichen seiner Volljährigkeit im Lande gelebt haben musste. Solche Kinder durften innerhalb eines Jahres nach Volljährigkeit bei der Wohnsitzgemeinde erklären nicht Griechen sein zu wollen, sofern sie nachweisen konnten, dass sie die Staatsangehörigkeit ihrer ausländischen Eltern hatten. 1940–55 musste von ihnen innerhalb des Jahres die Einbürgerung aktiv beantragt und vom Innenministerium genehmigt werden.
Nach ihrem Heimatrecht volljährige Personen konnten an ihrem griechischen Wohnsitz erklären, dass sie eingebürgert werden möchten. Nach einer Wartefrist, zwei Jahre für homogenis, drei für allogenis, erhielten sie von der Gemeinde die Einbürgerungsurkunde, vorausgesetzt sie hatten keine der in § 22 des Strafgesetzbuchs genannten Taten begangen. Ein Treueeid war zu leisten. Ab 1940 war für allogenis Prüfung des Antrags und Zustimmung durch das Außenministerium erforderlich.
Es galt das damals international übliche Prinzip der Familieneinheit. Ausländische Frauen, die einen Griechen heirateten, wurden dadurch automatisch Griechinnen. Ehefrauen und Kinder (auch während der Wartezeit geborene), die bei Einbürgerung des Mannes minderjährig waren, wurden nach 1927 automatisch mit ihm eingebürgert. Derart eingebürgerte Ehefrauen und Kinder (nach ihrer Volljährigkeit) durften innerhalb eines Jahres gegen Griechenland optieren. Umgekehrtes galt für Griechinnen, die einen Ausländer heirateten. Ab 1927 trat der Verlust nur noch ein, wenn die Griechin automatisch die Staatsangehörigkeit des Mannes erhielt, wobei die Ehe nach griechischem Recht gültig sein musste, was für ausländische, standesamtliche bis 1982 nicht der Fall war.
Verdiensteinbürgerungen konnten durch Einzelgesetz, [1947–55: gemeinsamen Beschluss von Innen- und Außenminister] oder königliche Verordnung erfolgen.
Sonderregelungen erlaubten die formlose Einbürgerung:
- Alle in den zum 1. Nov. 1913 zugewonnenen Gebieten vor dem Stichtag Geborenen galten als Griechen ab Geburt.
- ab 1919: für Flüchtlinge, die drei Monate im Lande als Lehrkräfte im Staatsdienst angestellt waren. Ein Treueeid war zu leisten.[10]
- ab 1926/7: Kinder von Personen „unbekannter“ Staatsangehörigkeit, anfangs vor allem in Griechenland lebende aus der Türkei stammende Armenier, denen die türkische Staatsangehörigkeit verweigert wurde.[11] Dazu auch Griechen, die US-Amerikaner geworden waren, durch zwei Jahren Wohnsitz in Griechenland aber ihre US-Bürgerschaft automatisch wieder verloren hatten.
- ab 1930 im Mobilisations- oder Kriegsfall: Abstammungsgriechen, die sich zum Dienst an der Waffe meldeten und beim Präfekten (nomarch) erklärten Griechen werden zu wollen.[12][13]
- ab 1940: Auslandseinbürgerungen für Abstammungsgriechen durch Konsuln, nach Prüfung beim Innenministerium.[7]
- ab 1940/9: aus Zypern stammende Ärzte, die vor 1934 ins Land kamen und in öffentlichen Krankenanstalten arbeiteten.
- ab 1943: ausländische Abstammungsgriechen, die aus gewissen Regionen vor 1935 gekommen waren, erhielten Anspruch auf eine alle zwei Jahre zu verlängernde Aufenthaltserlaubnis was Arbeitserlaubnis mit einschloss. Bei Anstellung im Staatsdienst erfolgte automatische Einbürgerung.
- ab 1947: Personen, die sich 1940-5 um Griechenland verdient gemacht hatte, inkl. ihrer Familien.

#### Mehrstaatlichkeit und Entlassung aus der Staatsbürgerschaft
Mehrstaatlichkeit wurde 1914 gestattet, der automatische Verlust der Staatsangehörigkeit abgeschafft. Als Auswandererland, bis 1989, hatte die griechische Regierung ein Interesse daran eine völkische Bindung zu erhalten. Das ius sanguinis war daher dahin ausgestaltet, dass die griechische Staatsbürgerschaft im Ausland per Abstammung über einen griechischen Vater über beliebig viele Generationen erfolgte.
Auch bei freiwilliger Annahme einer fremden Staatsbürgerschaft oder Beamtenstelle muss seitdem die Entlassung aus der griechischen vom Außenministerium ausdrücklich genehmigt werden. Letzteres ist nicht möglich, wenn Staatenlosigkeit eintreten würde oder noch Wehrdienst zu leisten wäre. Ehefrauen und Kinder waren von solcher Entlassung nicht betroffen. Bei Rückkehr nach Griechenland war nach sechs Monaten auf Antrag Wiederaufnahme möglich.
Wer als gebürtiger Nicht-Grieche diese Staatsangehörigkeit erhalten und dann, z. B. wegen Auswanderung wieder verloren hatte, durfte die griechische zeitlebens nicht mehr aufnehmen.
Diese für die Zeit international unübliche Regel hatte zur Folge, dass sich im Ausland geborene junge Männer als „Drückeberger“ vorm Wehrdienst in Schwierigkeiten fanden und z. B. von Konsuln keine Pässe bekamen. Männliche Doppelstaatler, die vor dem 31. Dez. 1975 eine zweite Staatsbürgerschaft erworben hatten, konnten sich von ihrem Wehrdienst freikaufen. Ansonsten kam es vor, dass sie auf Heimaturlaub eingezogen wurden.

#### Entziehung
In den chaotischen Nachkriegsjahren bis 1927 erging nach dem Putsch durch Georgios Kondylis eine Änderung des Zivilgesetzbuches über Entziehung der Staatsbürgerschaft, z. B. wenn die Annahme einer fremden Staatsangehörigkeit im Widerspruch zum griechischen Gesetz stand. Es entschied der Innenminister. Auf administrativer Ebene vorbereitet wurde auch die Entziehung der Staatsangehörigkeit für nicht-ethnische Griechen (Allogenis), die sich im Ausland aufhielten und „keine Anstalten machten heimzukehren.“ Zunächst wollte man so die im Rahmen des Bevölkerungstauschs Vertriebenen, vor allem muslimische Bulgaren oder Türken aus Thrakien, loswerden. In der Zwischenkriegszeit bedeutete dies, dass der Besitz eines griechischen Passes nicht unbedingt ein Rückkehrrecht sicherte.
Die Möglichkeit einer Entziehung wurde 1940 ausgeweitet auf Deserteure oder Personen, die seit fünf Jahren einen ausländischen Reisepass nutzten. Dann alle anderweitig „Unwürdigen.“ Gemäß Kabinettsbeschluss wurde diese Regelung 1947 in geänderter Form beibehalten und im Bürgerkrieg gegen linke Freiheitskämpfer verwendet. Etwa 56.000 vor allem ins osteuropäische Ausland geflohenen Bürgern wurde die Staatsangehörigkeit derart entzogen. Ausgebürgerten war jeglicher Aufenthalt in Griechenland verboten. Die Vorschrift blieb bis 1962 in Kraft. Die erfolgten Ausbürgerungen blieben gültig. Betroffenen der Allogenis, die meisten slawischer Herkunft, die ins jugoslawische Mazedonien zogen, bleibt nur die normale Einbürgerung.
Diese Entziehungvorschrift wurde in das Staatsangehörigkeitsgesetz 1955 übernommen. Die Verfassung 1975 bestimmte die Weitergeltung „bis durch Gesetz eine Aufhebung erfolgt.“ Letztere Bestimmung blieb bis 11. Juni 1998 im Gesetz. Auch seitdem ist die Rückbürgerung der seit 1955 rund 60.000 Betroffenen nicht vorgesehen. Allzu sorgsam prüfte man selten, in der Regel entschied man gegen den Betroffenen, der ggf. staatenlos wurde. Diskriminiert wurden hierdurch vor allem muslimische Bulgaren, Mazedonier und türkischstämmige Muslime in Thrakien.
Zur Zeit der Militärdiktatur wurden im Ausland wohnende Oppositionelle ausgebürgert, so auch Melina Mercouri mit sieben anderen im Juli 1967. Gleiches geschah Amalia Fleming 1971. Die Verfassung 1975 sah vor, dass den Betroffenen dieser Ära die Wiederaufnahme der griechischen Staatsbürgerschaft gestattet würde.

#### Zuständigkeiten
Die Meldepflichten in der Wohnsitzgemeinde – früher gab es auch ein separates Register für Männer, um Wehrpflichtige zu erfassen – sind staatsangehörigkeitsrechtlich insofern von Bedeutung, als dass korrekt ausgefertigte Urkunden von hier nötig sind. Das 1940/6 reformierte griechische Zivilrecht lehnt sich an das deutsche BGB an.
Traditionell lag die Kompetenz bis 1931 beim Außen-, seitdem beim Innenministerium, das in freiem Ermessen entschied. Lediglich Fragen des internationalen Privatrechts wurden vor Zivilgerichten entschieden. Durch die Reorganisation der Verwaltung 1938 wurde für Zweifelsfragen eine Einbürgerungskommission im Ministerium geschaffen. Ihr gehörten aus dem Innenministerium der Generaldirektor, Leiter der Staatssangehörigkeitsabteilung, ein weiterer Direktor, ein Reichsgerichtsrat, ein Juraprofessor und ein hoher Beamter des Außenministeriums an.

#### Bevölkerungstausch und Vertreibung

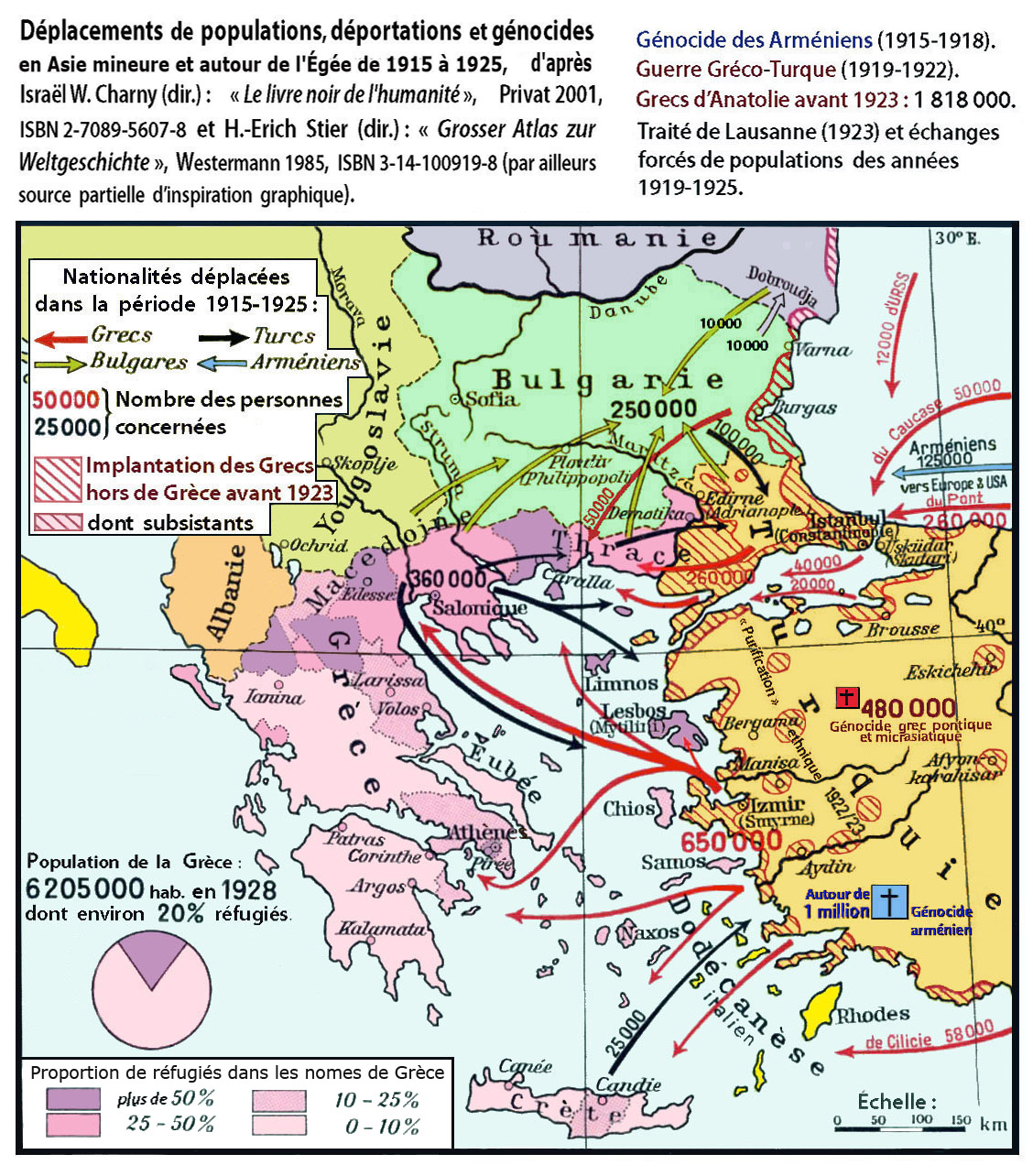
Wanderbewegungen in Folge der „Lausanne-Konvention.“

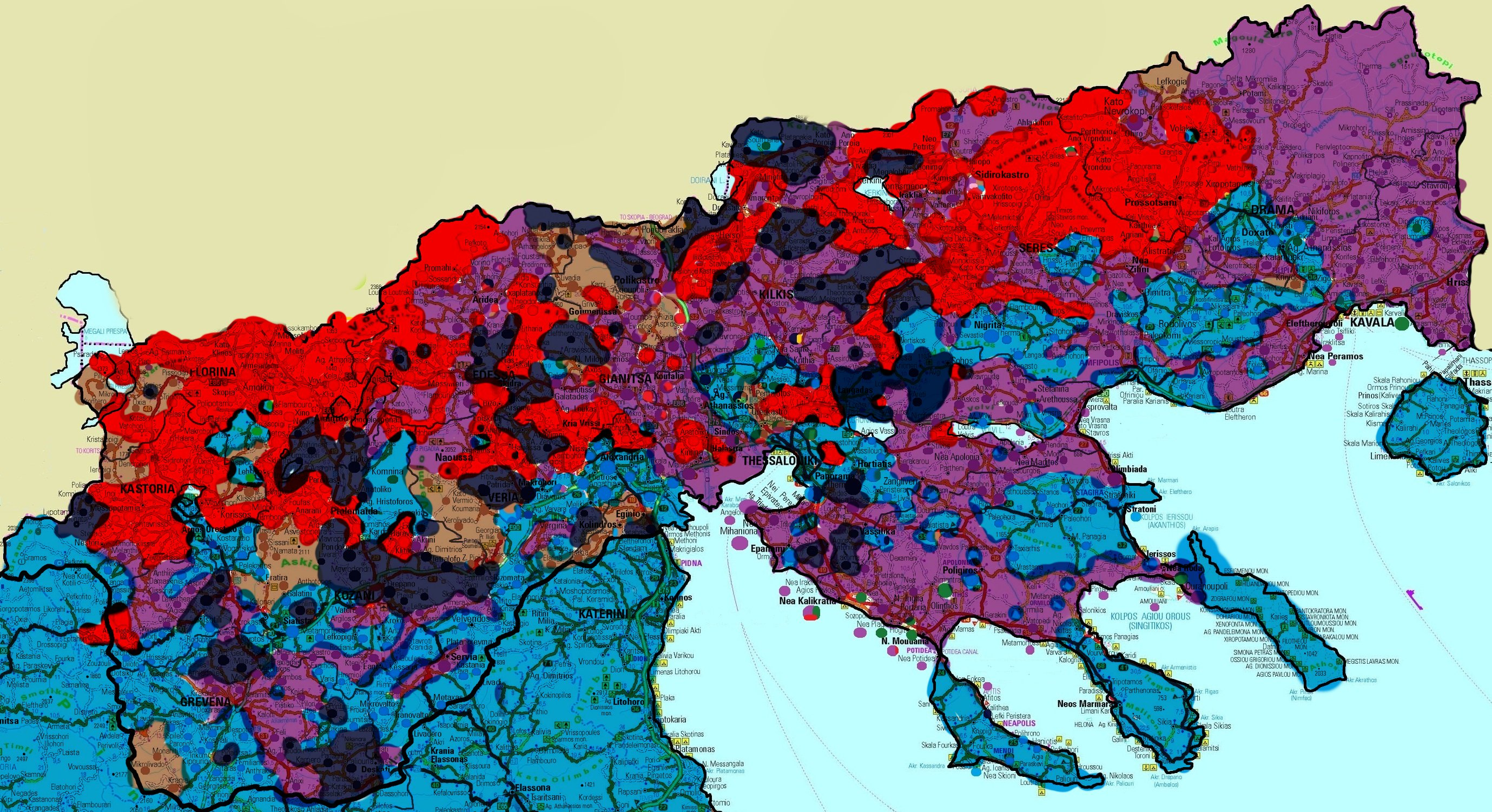
Nachfahren der Flüchtlinge aus Kleinasien nach Herkunft- und Siedlungsregion. Hellenen, Flüchtlinge aus Kleinasien, Geflohene pontische Griechen, Geflohene Karamanlı, Makedonier, slawischer Sprache größtenteils vertrieben 1948/9, Mazedorumänen, Albaner, nomadisierende Sarakatsanen. Nach Ausgleichszahlungen waren Flüchtlinge auf den Höfen vertriebener Türken angesiedelt worden.

Das Millet-System hatte im osmanischen Reich eine gewisse völkisch-religiöse Unterscheidung geschaffen. Ein erstes modernes Staatsangehörigkeitsgesetz im osmanischen Reich erging 1869. Gerade in den Randgebieten stand hinsichtlich der Definition eines Nationalbewusstseins und der hierüber erfolgenden Schaffung eines Staatsvolkes das griechisch-orthodoxe Patriarchat mit dem bulgarischen Exarchat in Konkurrenz.
Bereits die Friedensverträge nach den Balkankriegen 1913 haben Optionsmöglichkeiten für Staatsangehörige in Gebieten geregelt, die den Herrn wechselten. Stichtag für den Staatsangehörigkeitswechsel der Bewohner ist der 1. Nov. 1913. Osmanen wanderten wenige ab, auch die Zahl der ankommenden Griechen war überschaubar. Beiden war gestattet ihr Grundeigentum im Abwanderungsland zu behalten und zu verpachten.
Die Verträge von Neuilly-sur-Seine (Nov. 1919) und Sèvres (Aug. 1920) brachten Griechenland den Zugewinn von Westthrakien. Die fakultativen Staatsangehörigkeitsregeln der Pariser Vorortsverträge zu Gebietsabtretungen unterschieden sich kaum. Dazu kamen Minderheitenschutzbestimmungen gestützt auf völkische und Religionszugehörigkeiten. Bereits hiermit war eine am 27. November 1919 geschlossene bulgarisch-griechische Konvention über den obligatorischen „Bevölkerungstausch“ verbunden. Aus den 1942–44 wieder bulgarisch verwalteten Gebieten wanderten im Frühjahr 1943 gut achtzigtausend Griechen ab. Im Gegenzug vertrieb die griechische Seiten dann den Großteil der verbliebenen slawischen „Mazedonier“ während des Bürgerkriegs bis 1949.
Der die Türkei betreffende Teil des Vertrag von Sèvres sah deren komplette Aufsplitterung auch im kleinasiatischen Kernland vor und wurde von türkischer Seite nicht akzeptiert. Griechenland reagierte mit der Besetzung von Izmir was sich zum Griechisch-Türkischen Krieg ausweitete. Nach dem totalen türkischen Sieg nach der Einnahme von Izmir (1922) verließen etwa 400.000 Griechen Kleinasien.
Der Vertrag von Lausanne enthielt die Konvention über den Bevölkerungsaustausch zwischen Griechenland und der Türkei vom 30. Jan. 1923 und bestimmte in Art. 7, dass „Auswanderer“ ihre jeweilige Staatsbürgerschaft verloren. Griechen, die in Konstantinopel vor Kriegsende ansässig gewesen waren, wurden explizit ausgenommen. Im Vertrag von Lausanne (24. Juli 1923) war Minderheitenschutz ausschließlich auf Religionszugehörigkeiten gestützt. Tatsächlich lief der „Bevölkerungsaustausch“ auf beiden Seiten in Form einer gewaltsamen Vertreibung ab. Auch kleinere türkische Gemeinschaften wie die auf Kreta oder Lefkada wurden zerschlagen. Aus Kleinasien kamen 1,2 Millionen Flüchtlinge 1922/3, in den folgenden Jahren noch weitere zweihunderttausend. Ihre Einbürgerung regelte ein bis 1940 gültiges Sondergesetz im Juli 1924. Für zum Zeitpunkt der Ratifizierung des Vertrags von Lausanne bereits Umgesiedelte trat der Staatsangehörigkeitswechsel einheitlich zum 30. Jan. 1923 ein. In die Gegenrichtung wurden über 400.000 Osmanen vertrieben.
Nach dem Pogrom von Istanbul im September 1955 wanderten nochmals etwa 350.000 Griechen aus der Türkei aus. Die bis dahin noch große Gemeinde in Istanbul verschwand so.

### Staatsangehörigkeitsgesetz 1955
Bis auf § 14 des ZGB (Erwerb ab Geburt) wurden alle Vorschriften im Staatsangehörigkeitsgesetz 1955 geändert. Die erwähnten Möglichkeiten formloser oder erleichterter Einbürgerung, z. B. durch freiwilligen Dienst an der Waffe, bestanden fort.

#### Erwerb
- Geburt, wie gehabt.
- Das international nach dem Zweiten Weltkrieg immer mehr aufgeweichte Prinzip der „Familieneinheit“ blieb bis 1984 erhalten. Einheiratende[9] Frauen wurden daher automatisch Griechinnen, sofern sie (innerhalb eines Jahres) keine gegenteilige Erklärung abgaben. Umgekehrtes galt für Griechinnen, die einen Ausländer heirateten.
  - Voreheliche gemeinsame Kinder wurden durch Legitimation automatisch eingebürgert.
- Einbürgerung (inkl. minderjähriger Kinder unter 20) unter den Voraussetzungen:
  - für allogenis drei Jahre Wohnsitz im Lande (nicht bei Geburt in Griechenland);
  - volljährig nach Heimatrecht und mindestens 21 Jahre alt;
  - „sittlicher Charakter,“ d. h. keine Haftstrafe über ein Jahr oder Ausweisung;

Ehefrauen Eingebürgerter konnten durch Eidesleistung innerhalb eines Jahres ihrem Mann folgen.
Einbürgerungsverfahren führte das Innenministerium durch. Nominell entschied der Minister. Dies als reine Ermessensentscheidung. Widerspruch und verwaltungsgerichtliche Prüfung waren nicht möglich. Gültig wurde die Einbürgerung wenn der Treueeid geleistet war. Männliche Neubürger unter 35 Jahren wurden zum Wehrdienst eingezogen.
Die Wiederaufnahme für ethnische, auch staatenlos gewordene Griechen wurde erleichtert. Personen griechischer Herkunft konnten erleichtert (ohne Wohnsitzerfordernis) eingebürgert werden. Verlangt wurde „guter Charakter“ und Identifikation mit dem Griechentum; Sprachkenntnisse waren nicht erforderlich. Auch ehemalige Griechinnen, die durch Ausländerheirat ausgeschieden waren, konnten als Geschiedene oder Witwe wieder formlos eingebürgert werden.
In Einzelfällen konnten Einbürgerungen für verdiente Personen durch Einzelgesetz oder königliche Verordnung erfolgen.
Die Regeln hinsichtlich Entziehung und Aufgabe blieben im Kern unverändert. Allerdings erfolgte nun wieder der Verlust, sofern der Betroffene durch aktive Willenserklärung eine fremde Staatsbürgerschaft oder Beamtenstelle annahm, falls der Innenminister dem Ausscheiden zustimmte. Doppelstaatlern wurde die neue Möglichkeit gegeben im Ausland die griechische Staatsbürgerschaft abzulegen. Auch war nun eine Genehmigung der Aufgabe bei Adoption oder Legitimation im Ausland für minderjährige Kinder nicht mehr nötig.

## Dritte Republik
In die Verfassung 1975 wurde die Regel aufgenommen, dass ein Entzug der Staatsangehörigkeit nicht zulässig ist.
Verschiedene spätere Gesetzesänderungen des Familienrechts haben indirekte Auswirkungen auf die Staatsangehörigkeit:
- 1982: Zivilehe, neben der bis dahin ausschließlich zugelassenen religiösen Eheschließungsform.[38] Hatte ein Grieche zuvor eine Ausländerin nicht nach orthodoxem Ritus geheiratet, wurden die Kinder des Paares nicht Griechen ab Geburt.[9]
- 1983: Senkung des Volljährigkeitsalters von 21 auf 18.
- 1983: Übernahme des Verfassungsgrundsatzes der Gleichberechtigung von Mann und Frau ins Zivilgesetzbuch.[39]
- 2005: Leihmutterschaft in Griechenland ist altruistisch, nach einer besonderen gerichtlichen Genehmigung, seit 2005 legal. Die Namen der Spender werden auf Geburtsurkunden eingetragen, was staatsangehörigkeitsrechtliche Probleme verhindert.
- 2008: Einführung einer (registrierten) nichtehelichen Lebensgemeinschaft durch Vertrag zwischen volljährigen Partnern unterschiedlichen Geschlechts[40]
  - seit 2015 kann die gleichgeschlechtliche Lebenspartnerschaft eingetragen werden. Solche Paare dürfen nicht adoptieren.
- das Beamtengesetz schließt Neubürger ein Jahr vom Staatsdienst aus. 1977–99 war diese Frist fünf Jahre.

### Staatsangehörigkeitsänderungsgesetz 1984
Die Änderungen von 1984 waren effektiv eine Neufassung des Gesetzes.
Wichtigste Änderung war: durch Heirat wird die Staatsbürgerschaft von der Ausländerin nicht mehr erworben. Bis 1993 galten nun alle Einbürgerungsbedingungen, speziell zehn Jahre Wartezeit, auch für einheiratende Frauen, danach wurde ein erleichtertes Verfahren möglich. 1997 entfiel die Anwartszeit ganz, sofern das Paar eheliche Kinder hat. Seit 2004 gilt wieder eine Wartezeit von drei Jahren. Der ausländische Partner erhält prinzipiell ein Daueraufenthaltsrecht.
Einbürgerungen bearbeitete bis 2010 zentral ein Direktorat unter der Einbürgerungskommission beim Innenministerium. Die Ausstellung von Staatsangehörigkeitsausweisen erfolgt durch die Gemeinde.
Personen, die 1946–49 vor dem Bürgerkrieg geflohen waren, bekamen Anspruch auf das Recht heimzukehren, auch wenn die Staatsangehörigkeit aberkannt worden war.

## Staatsangehörigkeitsregeln seit 2000
Uneheliche Kinder einer griechischen Mutter erhielten zwar nach dem Gesetz 1955 die Staatsbürgerschaft. Dies galt aber nicht retroaktiv für diejenigen, die vor Inkrafttreten 1956 geboren worden waren. Erst seit 1. Aug. 2001 werden sie Griechen, was aber nicht rückwirkend, sondern ab Antragsdatum effektiv ist. Es gibt ein Verwaltungsverfahren für im Ausland unehelich geborene Kinder (ausländischer Mütter), die vor Erreichen der Volljährigkeit vom Vater anerkannt worden sind.
Seit 2000 gibt es für ethnische Griechen im Ausland mit fremder Staatsbürgerschaft eine Ausweiskarte, die als Nachweis des Griechentums gilt (ΕΔΤΟ EDTO). Diese wird ausgestellt an Bewohner der ehemaligen Sowjetunion, Bulgarien, Albanien und einiger weiterer Länder. Inhaber sind berechtigt in Griechenland eine Arbeit aufzunehmen und können in einem vereinfachten Verfahren eingebürgert werden, sofern sie die allgemeinen Unbescholtenheitsbedingungen erfüllen.
Die Gesetzesreform 2004 brachte keine Verbesserung für im Lande geborene ausländische Kinder. Sie hatten weiterhin bis zur Volljährigkeit zu warten.
Neu formuliert wurden einige Erwerbsgründe:
- (Mindestens) ein griechischer Elternteil.
- Geburt in Griechenland und über die Eltern würde keine Staatsangehörigkeit erworben.
- Anerkennung der Vaterschaft durch einen Griechen oder Adoption als Minderjähriger.
- Eintritt ins griechische Militär.
- Einbürgerung.

Die Änderungen vom Frühjahr 2010 schränkten vor allem den Ermessensspielraum der Verwaltung ein. Nun müssen die allgemeinen gesetzlichen Bearbeitungsfristen eingehalten werden. Außerdem sind Bescheide mit einer Begründung zu versehen.
Neu als Erwerbsgrund ab Geburt: „Doppeltes ius soli“ bei Inlandsgeburt und -aufenthalt nur eines Elternteils.

Teile des Gesetzes von 2010 wurden für verfassungswidrig erklärt, so dass 2015 weitere Änderungen erfolgten. Neu war die Ausweitung des Einbürgerungsanspruches bei in Griechenland erhaltener Schulbildung, effektiv eine Öffnung in Richtung ius soli.

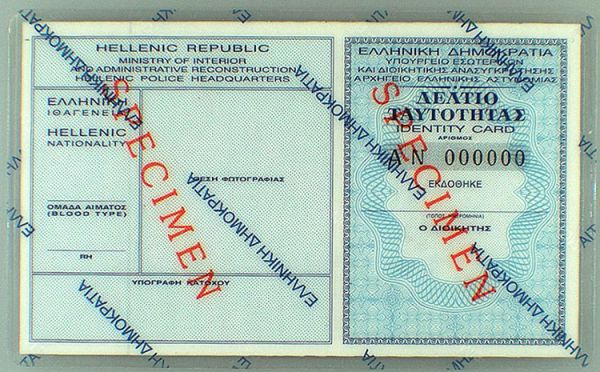
Muster des vor 2016 ausgegebenen griechischen Personalausweises, mit Vermerk der Staatsangehörigkeit links.

### Einbürgerung
Die Einbürgerungskommission im Ministerium wurde 2001 umorganisiert, bestand aber in alter Form jahrelang weiter, um Altanträge abzuarbeiten. In der neuen Form gehört ihr der Minister, hochrangige Beamte und zwei Juraprofessoren an.
Das Verfahren der Kommission wurde 2010 dezentralisiert. Es wurden regionale Direktorate geschaffen, die die bei den Gemeinden eingereichten Anträge bearbeiten. Im Hintergrund erfolgt die polizeiliche Sicherheitsüberprüfung. Nach einer kostenpflichtigen Anhörung des Allogenis-Kandidaten durch zwei Beamte des Direktorat wird eine Empfehlung an den Innenminister (d. h. die dortige Kommission) abgegeben. Nichterscheinen zum Termin der Anhörung führt zur automatischen Ablehnung. Gegen einen negativen Bescheid ist innerhalb zwei Wochen Widerspruch möglich. Neuanträge sind frühestens nach einem Jahr möglich. Minderjährige Kinder werden automatisch mit eingebürgert.
Voraussetzungen sind:
- 7 [1984–2010: 10] Jahre legaler Aufenthalt im Lande mit Daueraufenthaltsrecht[52]
  - 3 Jahre für EU-Bürger oder im Lande wohnende Ehepartner.
  - 3 [1984–2010: 5 Jahre] für Staatenlose oder anerkannte Flüchtlinge.
- Volljährigkeit (18 Jahre) bei Antragstellung, die bei der Gemeinde vor Bürgermeister und zwei Zeugen erfolgt.
- In den letzten 10 Jahren keine Verurteilung zu mehr als einem Jahr Gefängnis wegen vorsätzlicher Tat. (Gewisse Verbrechen mit Haft über 6 Monate, egal wann verurteilt, schließen die Einbürgerung generell aus.)
- Sprachkenntnisse auf Niveau B1 (lesen und sprechen), A1 schreiben. Nachzuweisen durch Bescheinigung PEGP.[53] (Ersatzweise Schulzeugnisse.)
- Übersetzte Geburtsurkunde, Reisepass des Heimatlandes, Nachweis der Aufenthaltserlaubnis(se).
- Einkommensteuerbescheide der Vorjahre[54] und Sozialversicherungsnummer (AMKA) sowie Meldebescheinigung.
- Gebührenzahlung
- [Seit 2021] kostenpflichtiger Einbürgerungstest mit zwanzig Fragen, von denen 16 richtig beantwortet werden müssen. Prüfungen finden nur an einem bestimmten Sonntag im Mai und November statt.

Vereinfachte Einbürgerung
- mit einem griechischen Elternteil;
- geboren in Griechenland mit einem Elternteil, der mindestens fünf Jahre legal im Lande wohnt;
- Kinder, die von Griechen adoptiert werden;
- Vormund eines Kindes mit griechischer Staatsbürgerschaft, nach drei Jahren Wohnsitz;
- Ausländer, die freiwillig in die griechische Armee eintreten oder an einer der Militärakademie lernen, dürfen die Einbürgerung beantragen;[55]
- Investoren nach sieben Jahren, mit Ehepartnern und Kindern bis 21 (Studenten bis 24) wenn ihr Investment mindestens fünf Jahre gehalten wurde.[56]
- Ethnische Griechen („Omogeneis“), die im Ausland leben.
- Ethnische Griechen mit EDTO-Karte.[57]
- „Bildungseinbürgerung“ [seit 2015] durch einfache Erklärung[58] (muss innert 6 Monaten beschieden werden):
  - ausländische Kinder, die mindestens sechs Jahre eine Sekundarschule und insgesamt neun Schuljahre in Griechenland besucht haben.
  - Ausländer, die einen Universitätsabschluss in Griechenland gemacht haben, in den ersten drei Jahren danach (Höchstalter 23).
  - Kinder, die in der 1. Grundschulklasse angemeldet wurden, bei Antragstellung diese weiterhin besuchen und deren Eltern a) bei Inlandsgeburt des Kindes: vor Geburt 5 Jahre legal (mit Langzeitaufenthaltsrecht) im Lande wohnten, b) bei Auslandsgeburt des Kindes: 10 Jahre legal im Lande wohnten vor Antragstellung. (Kinder, die dies erfüllten selbst bis Höchstalter 21.)

Einbürgerungen, die der Innenminister auf Empfehlung der Kommission vornimmt, werden im Staatsanzeiger (Εθνικο Τυπογραφειο) veröffentlicht. Der Neubürger hat danach innerhalb eines Jahres einen Treueeid zu leisten, erst dann ist die Einbürgerung vollzogen.
Aufgabe der Staatsbürgerschaft (auch für von Ausländern adoptierte Minderjährige) erfordert die Erklärung vor einem Konsul, dass man keine Verbindung zu Griechenland hat. Genehmigt wird der Antrag vom Innenminister auf Empfehlung der Kommission. Ebenso möglich sind Aberkennungen durch den Innenminister auf Empfehlung der Kommission. Sie können erfolgen, wenn ein Bürger eine Beamtenstelle im Ausland angenommen hat und diese trotz Aufforderung beibehält, sowie wenn er im Ausland die Interessen jenes Landes vertreten hat, die gegen griechische gerichtet sind. Wirksam werden die Entlassung oder Aberkennung durch Veröffentlichung im Staatsanzeiger.

## Sonderfälle

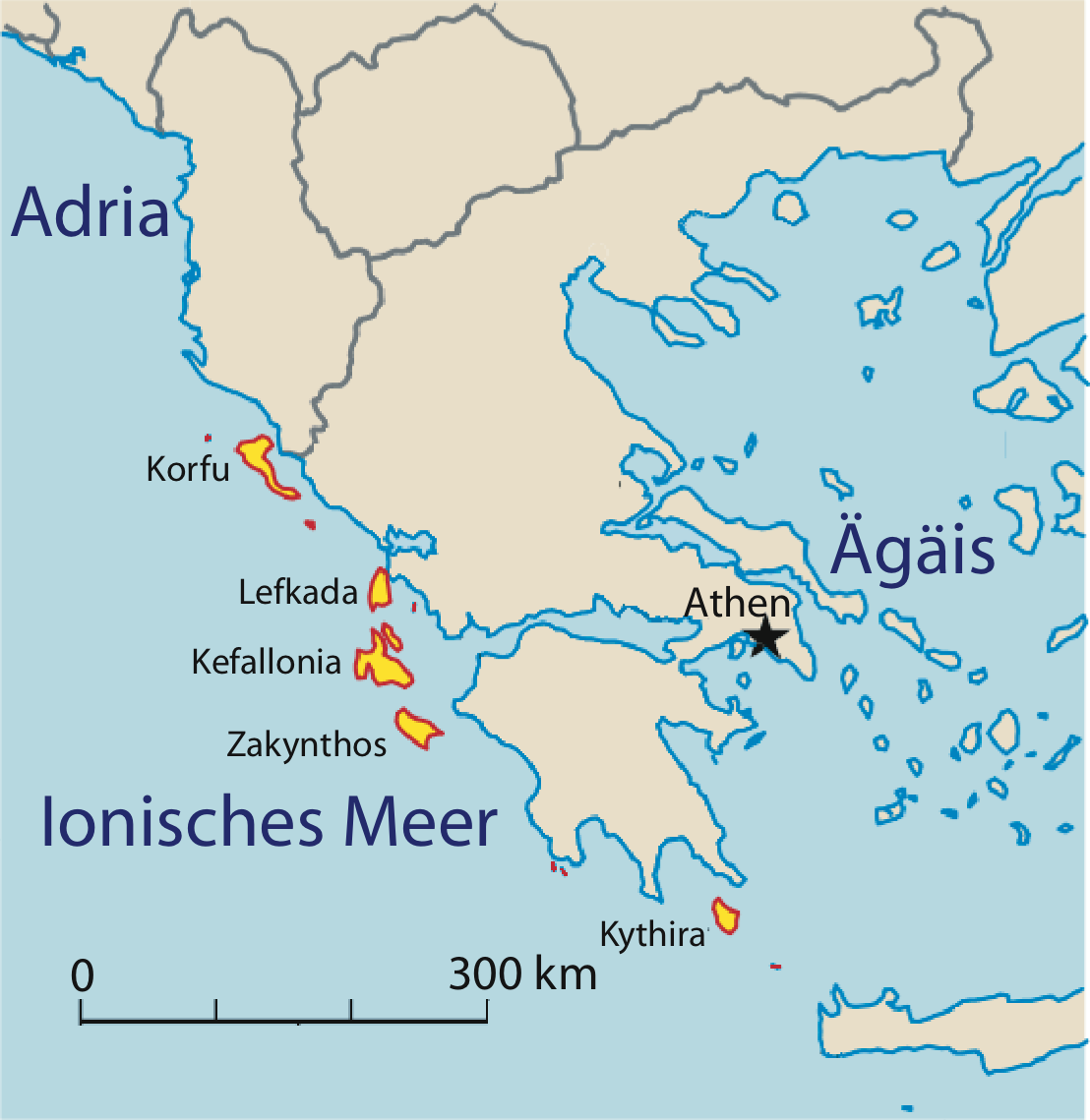
Unter britischem Protektorat bildete sich 1817 die innenpolitisch autonome Republik der Ionischen Inseln. 1864 traten sie, nach einer Abstimmung im Parlament, dem seit 1830 unabhängigen griechischen Staat bei.

### Athos
Von 1430 bis November 1912 war Athos unter osmanischer Verwaltung. Die dortigen Mönche wurden durch den Frieden von Bukarest zu 28. Julijul. / 10. August 1913greg. Griechen. Ausländer, die in der selbstregierenden aber nicht autonomen Mönchsrepublik Athos als Mönch in ein orthodoxes Kloster eintreten, werden dadurch Griechen. Dabei gelten jedoch die Zulassungsbeschränkungen zum dortigen Mönchtum, nämlich u. a. Volljährigkeit, ggf. Zustimmung der Ehefrau, keine anhängige Strafverfolgung und orthodoxen Glaubens ab Geburt, was alles wiederum vom Ministerium geprüft wird, bevor eine Genehmigung zum Athos durch das Patriarchat erteilt werden kann.

### Dodekanes

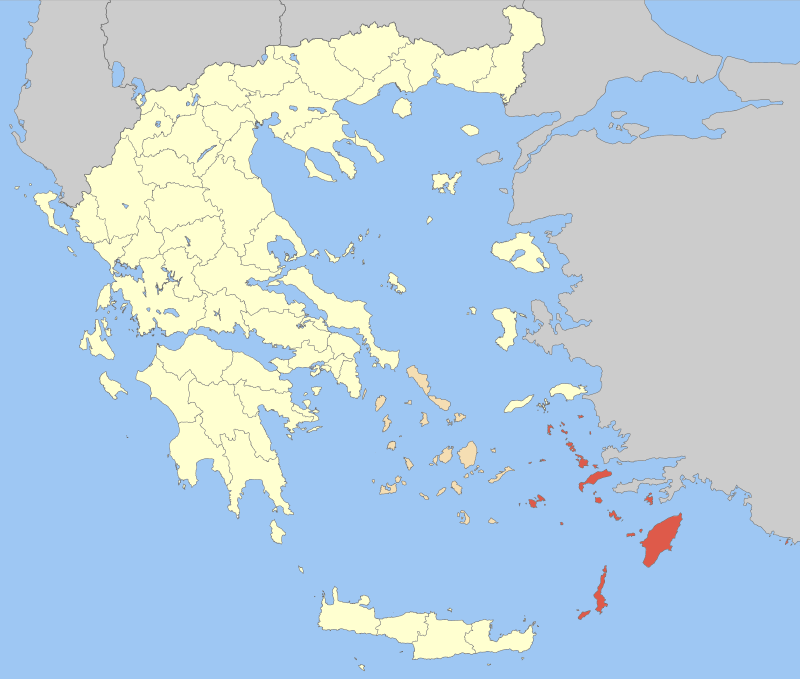
Die Inseln der Dodekanes-Gruppe.

Die Inseln der Dodekanes wurden vom osmanischen Reich 1912 an Italien abgetreten. Sie hätten gemäß einem italienisch-griechischen Zusatzabkommen zum Vertrag von Sèvres, dem Venizelos-Tittoni-Vertrag, zusammen mit Castellrosso, an Griechenland übergeben werden sollen, was nach der griechischen Niederlage 1922 nicht erfolgte.
Die meisten der seit 1912 zugewanderten Italiener, rund 8000 vor allem auf Rhodos, wurden bereits während der ersten britischen Besatzung 1943/4 vertrieben. Die hier lebenden ca. 115.000 Griechen waren 1912 Italiener geworden. Aufgrund der Abmachungen der Pariser Friedenskonferenz 1946 wurde zum 7. März 1948 die formelle Vereinigung mit Griechenland vollzogen, Flaggenhissung war schon am 31. März 1947. „Echte“ Italiener, die vor dem 10. Juni 1940 hier gewohnt hatten (und ihre Kinder), waren 2500 (dazu 5000 Türkischstämmige mit italienischen Papieren), wurden zum Stichtag automatisch Griechen, wenn sie nicht individuell innerhalb von drei Monaten für Italien optierten, wodurch sie ausreisepflichtig wurden. Theoretisch konnten italienische Berechtigte auch im Ausland für Griechenland optieren. Stichtag des Staatsangehörigkeitswechsels nach Ende der Optionsfrist wäre der 1. Nov. 1949 gewesen, wurde dann bis Jahresende 1952 und dann nochmals zwei Jahre verlängert.

### Juden
Durch Kabinettsbeschluss wurde es nach Gründung des israelischen Staatswesens in Palästina männlichen Juden, die in der griechischen Armee dienten, gestattet, unter Aufgabe ihrer griechischen Staatsbürgerschaft, dorthin auszuwandern. Auf eine Rückkehrmöglichkeit musste verzichtet werden, die ganze Familie hatte zu gehen. Etwa eintausend junge Männer taten dies bis 1950.
Die Wiedereinbürgerung von „Hebräern“ (so im Gesetzestext), die vor 1945 Griechen gewesen waren sowie deren direkten Nachfahren ist seit 2011 möglich.

### Königshaus
Das Königshaus, alle direkten Nachfahren von Georg I., unterlag prinzipiell den allgemeinen Gesetzen. Es gab jedoch die Sondervorschrift, dass Prinzessinnen die Genehmigung des Königs zur Heirat und ggf. damit verbundenen Staatsangehörigkeitswechsel benötigten. Für solche Prinzessinnen trat ein Verlust dann nicht ein, wenn sie dies nicht wünschten. Stimmten sie zu, war eine Wiederaufnahme als Witwe usw. ausgeschlossen.

### Kreta
Nach dem Aufstand im Türkisch-Griechischen Krieg gab es seit 1898 einen autonomen kretischen Staat, der nominell unter osmanischer Suzeränität blieb. Für die Einwohner wurde in der Verfassung ein „kretisches Indignat“ parallel zur osmanischen Untertaneneigenschaft eingeführt. Dieses erhielt jeder, der vor dem 1. Jan. 1897 in Kreta wohnhaft oder geboren war, sofern mindestens ein Elternteil von der Insel stammte. Ebenso wer als osmanischer Untertan in einem Drittstaat geboren war, sofern sein Vater auf Kreta gebürtig war. Wer auf Kreta lebte, ohne osmanischer Untertan gewesen zu sein, konnte innerhalb eines Jahres nach Verkündung der Verfassung durch einfachen Antrag bei der Gemeinde Kreter werden. Ein angekündigtes Staatsangehörigkeitsgesetz bezgl. Status von Ehefrauen, Einbürgerungen usw. erging nie.
Unter der Leitung Eleftherios Venizelos wurde 1908 die unilaterale Vereinigung mit Griechenland verkündet, was international durch den Vertrag von London 1913 durchgesetzt wurde. Die muslimische Minderheit blieb zunächst auf der Insel, wurde aber später, wie im Vertrag von Lausanne vereinbart, in die Türkei vertrieben.
Eine Abmachung traf man mit Italien 1929/30, wonach die vormals osmanischen Untertanen libyscher Herkunft, die auf Kreta bei Eingliederung gelebt hatten. Sie wechselten von der griechischen zur italienischen Staatsangehörigkeit, selbst wenn sie inzwischen in Libyen wohnten. Anknüpfungspunkt war der 18. Okt. 1912, ihre danach in Kreta geborenen Kinder oder geheiratete Ehefrauen blieben Griechen.

### Malteser auf Korfu
Zur Zeit des britischen Protektorats über die ionischen Inseln kamen rund tausend Malteser als Hilfsarbeiter nach Korfu. Weitgehend katholisch bildeten ihre Nachfahren eine distinkte Gruppierung. Einige Großfamilien zogen 1864 als britische Untertanen nach Cardiff, kehrten vereinzelt mit britischen Pässen in den 1920ern zurück. Zu dieser Zeit war die Gruppe auf Korfu etwa 1200 Personen stark, 225 auf Kefalonia. Ihnen wurde 1926 auferlegt sich bei der Gemeindeverwaltung als Griechen anzumelden, sofern sie keine Briten waren. Letztere Gruppe, es waren 562 (meist assimilierte Bauern), wurde während der italienischen, später deutschen Besatzung 1943–44 als feindliche Ausländer registriert. Nach dem Krieg wanderten viele wieder nach Wales ab, wo es heute etwa 500 gibt. Auf den ionischen Inseln lebten um 2020 rund 3500 Abstammungs-Malteser mit griechischem Bürgerrecht. Malta gewährt ihnen seit 2007 seine Staatsbürgerschaft, wenn sie sich die Mühe machen (können) Geburtsurkunden über 5–6 Generationen vorzulegen.

### Nordepirus

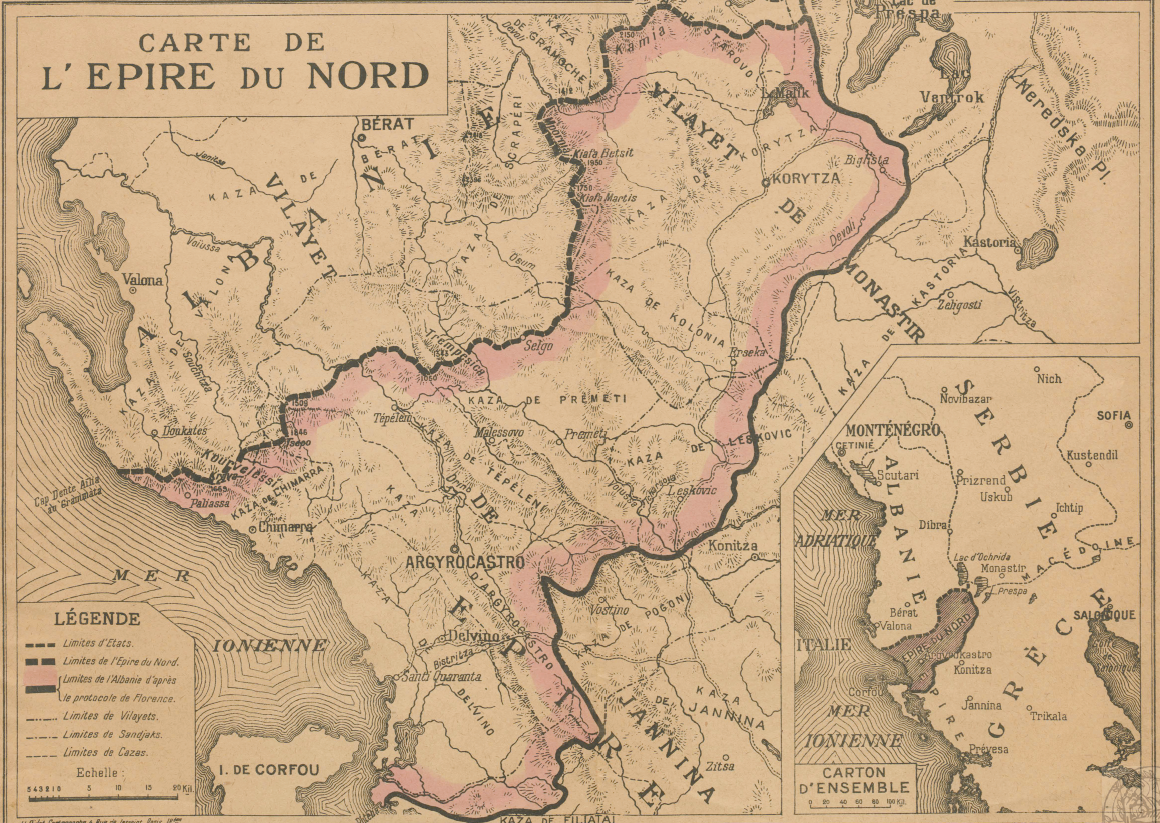
Nord-Epirus auf einer Karte von 1919.

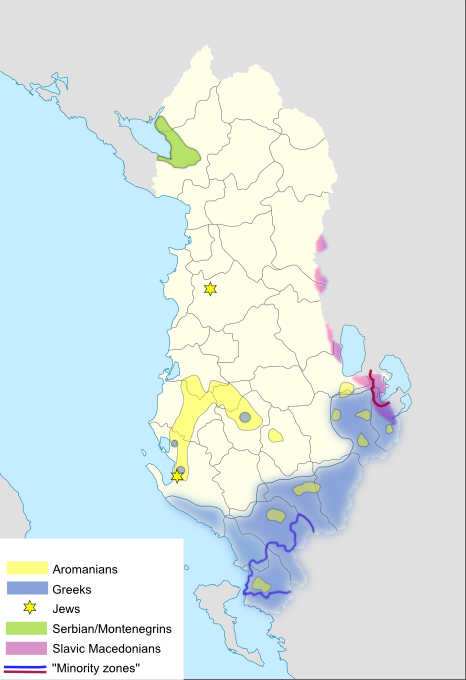
Minderheitensprachgebrauch in Albanien, Griechisch in Blautönen.

Nordepirus wurde Griechenland bei der Schaffung eines albanischen Staates nicht zugesprochen. Minderheitenschutz für Griechen in Nord-Epirus brachte das Protokoll von Korfu (Protokolli i Korfuzit) am 17. Mai 1914.
Grenzfragen regelten albanisch-griechische Abkommen vom 13. Oktober 1926, das die Minderheitenschutzerklärung Pariser Vorortverträge von 1920 mit einschließt sowie am 10. November 1928. Griechen wurden in Albanien Geborene, die in Griechenland vor dem 29. Juni 1913 lebten. Weiterhin wurden Albaner, die in Westthrakien am 6. August 1924 ihren Wohnsitz gehabt hatten, automatisch Griechen, sofern sie nicht innerhalb eines Jahres eine Option für Albanien abgaben. Sie hatten dann innerhalb drei Jahren auszureisen sowie Grundbesitz innerhalb sieben Jahren zu verkaufen. Bei Auslandswohnsitz in Drittstaaten war innerhalb zwölf Monaten eine Wahl zu treffen.
Die in den folgenden Jahrzehnten immer wieder griechisch, italienisch kurzzeitig auch deutsch besetzte Region war auch im griechischen Bürgerkrieg Zentrum von Kämpfen. Von griechischer Seite wurden ab 1944 geschätzt 20.000 Çamen gewaltsam aus Epirus nach Albanien vertrieben. Tausende Çamen bevorzugten die nichtkommunistische Türkei als Zielland. Griechischstämmigen Bewohnern mit albanischer Staatsangehörigkeit hingegen gewährte man als einziger Minderheit zur Zeit Enver Hodschas weitgehende Schutzrechte.
Seit etwa 2000 nutzen viele albanische Abstammungsgriechen die Möglichkeit mittels der EDTO-Karte, aufgrund ihrer ethnischen Zugehörigkeit, im „Heimatland“ bessere Arbeitsbedingungen zu finden. 2001 zählte man eine halbe Million Albaner im Lande, gut 200.000 davon homogenis. Albanische Inhaber des Auweises durften bis November 2006 nicht eingebürgert werden. Alle Inhaber können seit 2008 vereinfacht eingebürgert werden. In den ersten drei Jahren nutzten ca. 45.000 Personen diese Möglichkeit.

### Ost-Thrakien, Imbros und Ténedos
Griechenland annektierte die besetzten ost-thrakischen Gebiete mit einhergehendem Staatsangehörigkeitswechsel der Bevölkerung zum 10. Sept. 1920. Im 15. und 16. Zusatzprotokoll zum Lausanner Vertrag wurden diese abgetreten und die Bewohner bei dessen Inkrafttreten am 6. Aug. 1924 wieder ausgebürgert. Wer in der Zwischenzeit mit griechischem Pass ausgereist war, blieb Grieche.

### Pontische Griechen
Bereits 1940 vereinfachte man die Aufnahme für Flüchtlinge aus Russland, die vor 1937 nach Griechenland kamen. Die letzte sowjetische Volkszählung 1989 fand 358.000 Personen mit griechischer Nationalität. Tausende zogen erst nach 1923 dorthin. Auch etwa zehntausend der Verlierer des griechischen Bürgerkriegs waren 1948/9 dorthin in Sicherheit gelangt, viele in die usbekische SSR. Die meisten der 91.000 ukrainischen Griechen wohnten 2001 im Süden des Oblast Donezk.
Schon 1989 wanderten 10.600 sogenannte palinostountes (dt. etwa „Heimkehrer“) aus der Sowjetunion nach Griechenland, bis 2000 zählte man 155.319, etwa die Hälfte aus Georgien. Diese „pontischen Griechen“ ließen sich meist schnell vereinfacht einbürgern, was auch in Zypern möglich ist. Bis 2011 hatten sich von 180.000 eingereisten 125.000 einbürgern lassen.

### Thessalien
Der Erwerb Thessaliens und des Arta-Bezirks geschah gewaltfrei 1881/2 nach zähen Verhandlungen mit dem osmanischen Reich, das in den Vorjahren einen großen Teil des Balkans verloren hatte. Etwa elf Prozent der Bevölkerung waren Muslime, somit „Osmanen.” Im Vertrag von Konstantinopel 1881 erhielten sie die Option innerhalb von drei Jahren für eine der beiden Staatsangehörigkeiten zu optieren – was später bis 1889 verlängert wurde. Wurden sie Griechen, sicherte man ihnen dieselben Rechte wie den „gebürtigen Hellenen“ (ek genetis Ellines polites) zu. Das islamische Zivilrecht galt für sie zunächst weiter, vom Wehrdienst waren sie gegen Gebührenzahlung befreit. Wählten sie die Türkei, mussten sie abwandern. Die Mehrheit tat dies. Einige osmanische Familien, die weder Griechen sein noch auswandern wollten, erwarben die Staatsangehörigkeit der Habsburger-Monarchie, die seit 1878/80 das vormals osmanische Bosnien-Herzegowina kontrollierte.
Griechischstämmige Siedler aus Bulgarien und Rumänien, denen landwirtschaftliche Flächen zugewiesen waren, wurden samt Familie allein durch Zuzug auch eingebürgert.

### Türkei und Ägypten
Griechenland und das britisch verwaltete Ägypten trafen 1886 und 1895 Abmachungen hinsichtlich Staatsangehörigkeitsbescheinigungen für die dortige große Diaspora. Es folgten weitere mit dem halb-unabhängigen Ägypten 1920, 1923 und 1930.
Konsularische Meldevorschriften galten für Griechen in diesen Ländern ab 1918. Dortige konsularische Bescheinigungen von vor 1947 gelten auch nach dem Gesetz von 1984 als Staatsangehörigkeitsausweise auch wenn später keine Eintragung in das Register einer Wohnsitzgemeinde erfolgte.
Solche Ausweise hatten in der Türkei vor allem jene Griechen, die bis zu den durch die erste Zypernkrise 1955 verursachten anti-griechischen Ausschreitungen in Istanbul geblieben waren. In unmittelbarer Folge wanderten fast 350.000 Personen aus der Türkei nach Griechenland ab.

### Zigeuner
Eine größere Anzahl Nomaden kam mit dem Erwerb Thessaliens unter griechische Hoheit. Zahlreiche weitere dann 1913 in Thrakien. Traditionell hielten sie sich von amtlichen Stellen fern. Die Ausübung bürgerlicher Rechte ist jedoch an die Eintragung in ein Einwohnerverzeichnis einer Gemeinde gebunden. Vor 1975 gab es keine Sonderbemühungen sie zu integrieren.
Ausweise hatten üblicherweise bis 1955 vor allem die in Thrakien lebenden, primär die im Rahmen des Bevölkerungstauschs 1923 gekommenen muslimischen Xoraxane-Roma (țigani turci). Das bis 1968 nicht retroaktive Staatsangehörigkeitsgesetz von 1955 war effektiv in der Verringerung von Staatenlosigkeit auch unter den Gyftoi (Γύφτοι), d. h. hellenisierten, griechisch-orthodoxen Tsinganoi (Τσιγγάνοι).
Nach dem Regierungswechsel 1975 bemühte sich die Verwaltung aktiv die letzten Reste von Staatenlosigkeit zu beseitigen. Auch diejenigen, die bisher nur die zwei Jahre gültigen Ausländerpersonalausweise hatten, wurden als Bürger betrachtet. Um das zu erreichen, legte man die ius soli-Regel bezüglich in Griechenland geborener Personen „unbestimmter“ Staatsangehörigkeit großzügig aus.
In Griechenland lebten 1996 schätzungsweise 50.000 bis 90.000, 2020 über 110.000 Roma mit griechischer Staatsbürgerschaft. Verschiedene Organisationen schätzen die tatsächliche Zahl dieses Volkes auf zwei- bis dreihunderttausend. Dabei ist unklar, wie viele seit 1990 aus den benachbarten Balkanländer einsickerten. Etliche bleiben de facto staatenlos, weil sie sich nicht um Ausweisdokumente bemühen.

## Diaspora

Diaspora-Griechen weltweit, 2006.

⇢ Siehe Hauptartikel Griechische Diaspora.
Vor dem Zweiten Weltkrieg waren die USA das wichtigste Zielland von Auswanderern. Die dort mögliche einfache Einbürgerung für Weiße 1921–65 führte für griechische Männer nicht automatisch zum Verlust der griechischen Staatsbürgerschaft.
Verstärkt nach dem Zweiten Weltkrieg wurde Australien Zielland. Dessen Volkszählung 2021 fand 425.000 Griechischstämmige dort, über 90.000 waren im Mutterland geboren. Rund die Hälfte konzentriert sich im Großraum Melbourne, das in den 1990ern scherzhaft als „die drittgrößte griechische Stadt“ bezeichnet wurde.
1949/50 wurden 1128 griechische Kinder in die DDR in Sicherheit gebracht. Mit inzwischen gegründeten Familien stieg ihre Zahl bis 1980 auf 1600. Die griechische Regierung erlaubte im Dezember 1982 ihre Heimkehr. Von 1955 bis 1974 wanderten gut 600.000 Griechen in die BRD, von diesen blieb gut die Hälfte dauerhaft dort. In den Jahren bevor die BRD doppelte Staatsangehörigkeit für EU-Bürger erlaubte ließen sich jährlich um 1200 einbürgern, danach stieg die Zahl auf über 4000.

Eine Folge des Bevölkerungsverlustes der 1960er war, dass Griechenland mit nordafrikanischen Ländern und Pakistan Anwerbeabkommen für Gastarbeiter von dort schloss.
Aus Südafrika, wo vor allem durch Zuwanderung in den 1960–70ern eine Diaspora von 120.000 Seelen entstanden war, wanderten wegen der sich rapide verschlechternden Situation nach 1994 geschätzt achtzigtausend zurück. Viele waren Auswanderer der ersten Generation nun im Rentenalter, so dass es staatsangehörigkeitsrechtlich keine Probleme gab.

## Statistik
Von 1985 bis 1997 wurden zusammen weniger als 4500 Einbürgerungen vorgenommen. Nach Wegfall der Wartezeiten für Ehepartner waren es 1985–2003 13.500. 2001 führte man eine abschreckend hohe Gebühr von € 1467 ein, die seit dem Folgejahr von homogenis nicht mehr erhoben wird. 2010 wurde die Gebühr auf € 700 gesenkt. EU-Bürger, Staatenlose, Flüchtlinge zahlen € 100.
Nach den Reformen – 2004 gab es nur 73 Einbürgerungen von homogeneis und 197 vor „echten“ Ausländern – als Albanern Einbürgerung erlaubt wurde, stieg die Zahl ersterer rapide an, mit einer Spitze von 12.350 im Jahre 2009. Ausländereinbürgerungen erreichten 2005–08 deutlich über eintausend und fielen dann wieder ab. 2004–12 gab es 51.789 Neubürger, davon waren 7.136 keine Abstammungsgriechen gewesen.
Von 2011 bis 2020 lebten rund 900.000 Ausländer (190.000 EU-Bürger) legal in Griechenland, eine halbe Million von diesen mit den 2010 eingeführten 10 Jahre gültigen Daueraufenthaltserlaubnissen. 300–400.000 waren Albaner, zwei Drittel von ihnen mit Daueraufenthaltsrecht.
2018 wurden 6700 Menschen eingebürgert. Bei den echten (nicht erleichterten) Einbürgerungen 2019 waren es 1882 Ausländer und 1017 ethnische Griechen (100 von diesen aus der Ex-UdSSR), dazu erfüllten 12.868 die erleichterten Voraussetzungen bei entsprechender Schulbildung. Mit eingebürgert wurden 585 minderjährige Kinder. Bei weiteren 382 Personen wurde das Vorliegen der Staatsangehörigkeit im Verwaltungsverfahren festgestellt. Die Verfahren laufen weiterhin schleppend. Trotz gesetzlicher Fristen kommen Bearbeitungszeiten von drei Jahren vor; für vereinfachte wartet man 15–18 Monate. Die nach 2015 erfolgte Eröffnung von landesweit 64 Bürgerbüros, die einen vereinfachten Zugang zur Verwaltung „aus einer Hand“ bieten sollen, hat zunächst keine Verbesserung gebracht.